# Macrino d'Alba

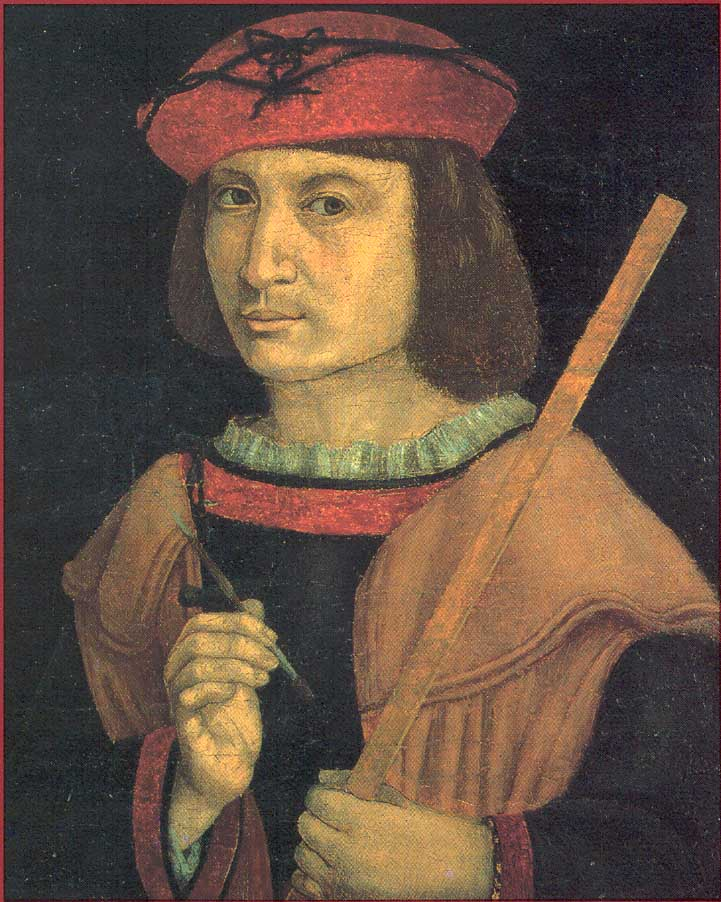
Autoritratto; Tempera su tavola; Museo Civico d'Arte Antica di Torino

Macrino d'Alba, pseudonimo di Gian Giacomo de Alladio (Alba, 1460 - 1465 circa – 1520 circa), è stato un pittore italiano, attivo in Piemonte e a Pavia tra il 1495 ed il 1513.

## Biografia
Le scarse informazioni sul pittore di Alba hanno lungamente indotto a raggruppare sotto il suo nome molte dubbie attribuzioni di area piemontese tra XV e XVI secolo. Una più approfondita critica ha però consentito di ricostruire la sua identità: si tratterebbe di Gian Giacomo de' Alladio, soprannominato Macrino probabilmente per la costituzione esile (che l'Autoritratto presso il Museo Civico d'Arte Antica di Torino non lascia, per la verità, ben trasparire), discendente di una famiglia avente una qualche rilevanza sociale in Alba.
Nulla si sa del suo avviamento all'arte pittorica, nella natia città di provincia, facente parte di una piccola signoria, quella dei Paleologi, Marchesi del Monferrato. La sua presenza a Roma, dove Gian Giacomo dovette giungere, grazie a conoscenze influenti, attorno al 1490, è invece data per certa. Proiettato nella capitale artistica del suo tempo, l'effettiva formazione di Macrino avvenne attraverso lo studio dei maestri toscani e umbri – quali Luca Signorelli e il Perugino - che operavano presso la sede pontificia.
In particolare, le affinità stilistiche con il Pinturicchio consentono di avanzare l'ipotesi che Macrino abbia frequentato la sua bottega. In essa egli dovette apprendere il gusto del colore acceso, l'impaginazione delle scene tra ardite architetture rinascimentali e paesaggi ricchi di ruderi e “antiquaria” romani, ma anche  – sul piano tecnico - l'uso del "tratteggio con una tempera molto magra stesa sotto un dettagliato disegno a pennello", tecnica alla quale Macrino rimase costantemente fedele.

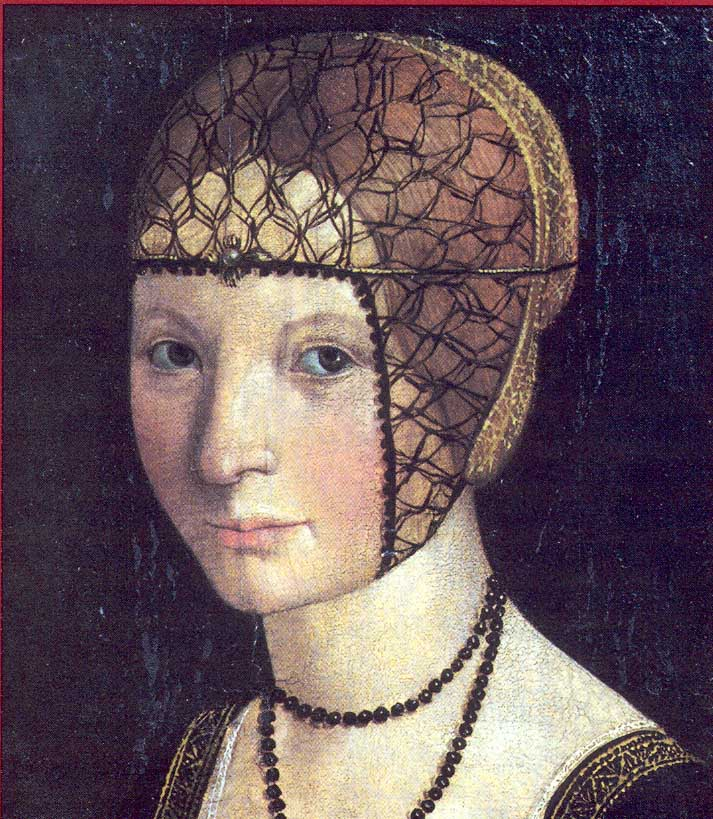
Ritratto di Anna d’Alençon. Tempera su tavola. Crea, Santuario dell'Assunta

Il ritorno da Roma alla città natale segnò l'affermazione di Gian Giacomo che poteva vantarsi di portare in Piemonte le più prestigiose novità pittoriche centroitaliane. Il debito verso il Pinturicchio è particolarmente evidente nelle opere di quel periodo, dalla sua prima opera nota, il trittico del 1495 con la Madonna, il Figlio e quattro santi (ora al Museo Civico di Arte Antica di Torino), al Polittico per la Certosa di Pavia (1496), alla grande Pala con la Madonna in Gloria, firmata e datata (1498) realizzata per la Certosa di Valmanera presso Asti (ora alla Galleria Sabauda di Torino).
L'affermazione di Macrino in terra di Monferrato non fu però incontrastata, dal momento che egli subì, soprattutto ad Asti, la concorrenza di Gandolfino da Roreto. Presso la corte dei Paleologi egli mantenne comunque, a partire dai primi anni del Cinquecento, la fonte principale delle sue committenze. Sono di quel periodo la Madonna e Santi (1501) presso il municipio di Alba, la Pala del Santuario di Crea (1503) e i due deliziosi piccoli ritratti di Guglielmo IX Paleologo e di Anna d'Alençon (1503)
Si avverte nell'attività ritrattistica di Macrino una precisa volontà di assimilare la lezione di Leonardo, manifesta soprattutto in alcuni quadri devozionali raffiguranti la Madonna del Latte (collezioni private); tuttavia non si può, in alcun modo, parlare di un Macrino 'leonardesco' in senso stretto, perché rimase sostanzialmente fedele ai principi pittorici appresi a Roma nei suoi anni giovanili. Si può comunque riscontrare nella sua più tarda produzione (citiamo la Madonna in adorazione del Bambino, Santi e donatore del 1505 e l'altra Madonna in adorazione del 1508 della Collezione Kress dipinta per il Duomo di Torino ed ora alla Sabauda) una miglior capacità compositiva e una più sentita umanità, non disgiunta, forse, dal confronto torinese con le opere di Martino Spanzotti.

## Galleria d'immagini

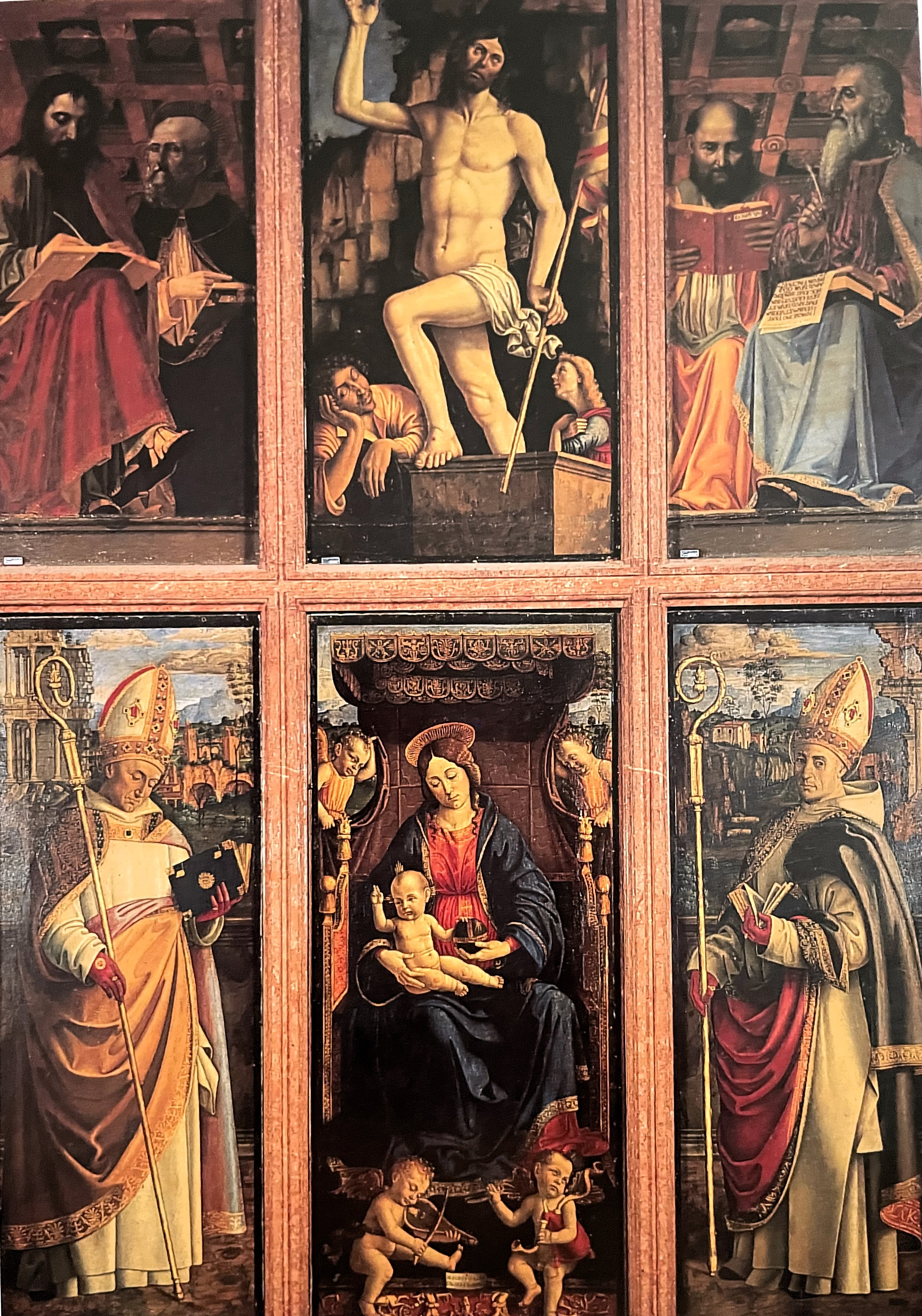
Pala della Certosa di Pavia, 1496
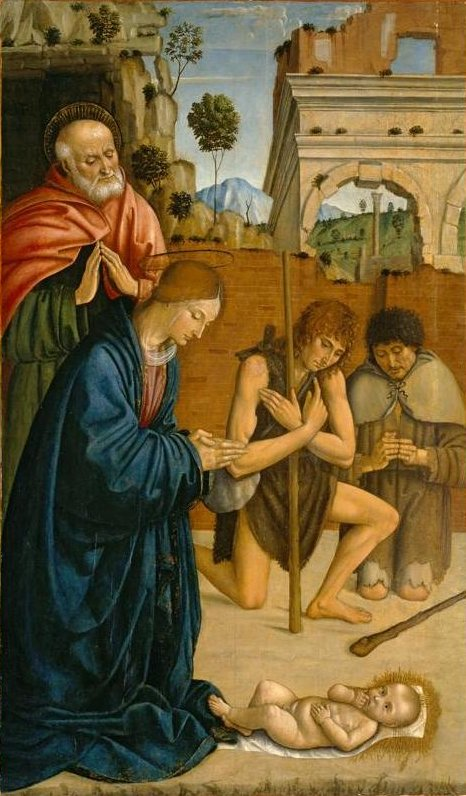
Adorazione dei pastori, tempera su tavola, ca. 1502, El Paso, Museum of Art, (Kress Collection)
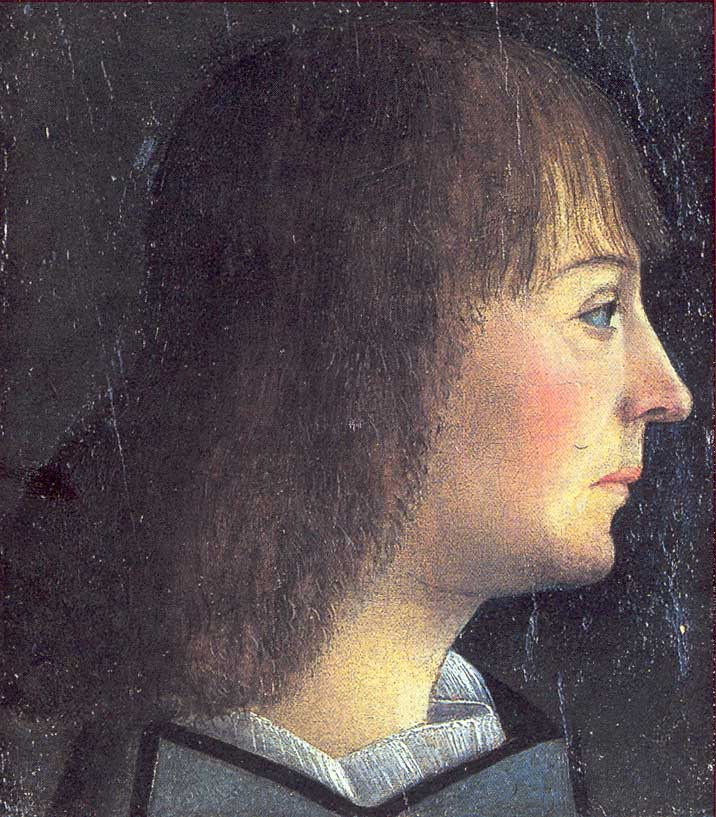
Ritratto di Guglielmo IX Paleologo, tempera su tavola, 1503, Serralunga di Crea, Tesoro del Santuario
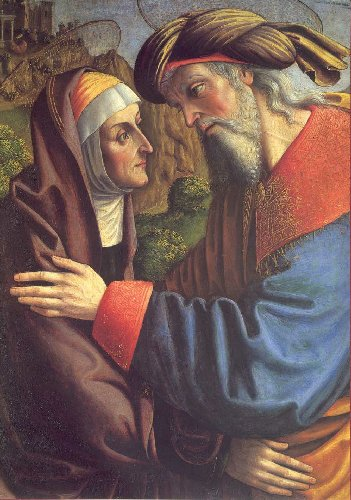
Incontro di Gioacchino e Anna, Torino, collezione privata
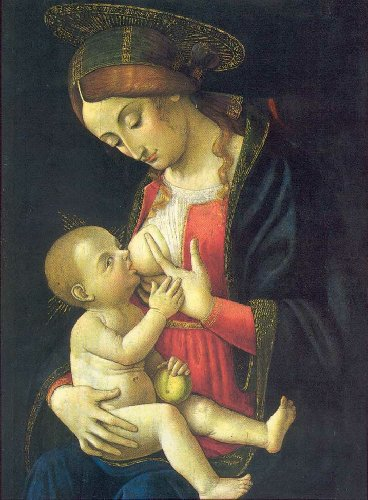
Madonna del latte,  collezione privata, (già Milano, collezione Borletti)

## Opere
- Autoritratto, tempera su tavola, cm 33,5 × 28,5, Torino, Museo civico d'arte antica
- Madonna col Bambino in Trono e i santi Nicola e Martino di Tours, tempera su tavola, cm 138 × 148, circa 1492-93, Roma, Pinacoteca Capitolina
- Ritratto di Andrea Novelli, tempera su tavola,  cm 39 × 25, circa 1499, Isola Bella, Collezione Borromeo
- Polittico di cui si sono conservate tre tavole: Gioacchino e l'Angelo, cm 139,9 × 53,6; Madonna con Bambino , cm 139,1 × 56,9; Incontro Gioacchino e Anna, cm 139,9 × 54,4, tempera su tavola, circa 1493-94, Francoforte sul Meno, Stadelsches Kunstinstitut
- Madonna col Bambino in trono tra i santi Giacomo Maggiore, Giovanni Evangelista, Giovanni Battista, Tommaso d'Aquino e due donatori, tempera su tavola, cm 201 × 227, 1495, Torino, Museo civico d'arte antica
- Polittico della Certosa di Pavia: spettano a Macrino le tavole con la Resurrezione di Cristo; Sant'Ugo di Langre; Madonna in trono col Bambino e angeli; Sant'Ugo di Canterbury, 1496, Pavia, Certosa
- Pala della Madonna in gloria con i santi Giovanni Battista, Giacomo, Gerolamo, Ugone, tempera verniciata su tavola, cm 350 × 193, 1498, Torino, Galleria Sabauda
- I santi Giovanni Battista e Maddalena; I santi Giovanni Evangelista e Michele, cm 61 × 42; tavole di un polittico smembrato, tempera, Cuneo, collezione Fondazione Cassa di Risparmio di Cuneo;
- Trittico di Lucedio con Madonna in trono col Bambino e angeli (centro); San Bernardo di Chiaravalle e Annibale Paleologo (destra); San Giovanni Battista (sinistra); tempera su tavola, 1499, Museo diocesano di Tortona (Alessandria)
- Incontro di Gioacchino e Anna, tempera su tavola, cm 57 × 42, Torino, collezione privata
- Ritratto di Cavaliere di Malta (Benvenuto San Giorgio di Biandrate?), tempera su tavola, cm 38 × 28, 1499, New York, Pierpont Morgan Library
- Madonna col Bambino, angeli, i santi Francesco e Tommaso d'Aquino e due donatrici, tempera su tavola, cm 121 × 143, 1501, Alba, Municipio
- Adorazione dei pastori, tempera su tavola, cm 114,3 × 68,6, circa 1502, El Paso, Museum of Art, (Kress Collection)
- Madonna in adorazione del Bambino con i santi Giovanni Battista, Giacomo, Agostino e Gerolamo, tempera su tavola, cm 141 × 159, 1503, Serralunga di Crea, Santuario dell'Assunta
- Ritratto di Guglielmo IX Paleologo, tempera su tavola, cm 15,04 × 19,08, 1503, Serralunga di Crea, Tesoro del Santuario
- Ritratto di Anna d'Alençon, tempera su tavola, cm 15,04 × 19,08, 1503, serralunga di Crea, Tesoro del Santuario
- Pala con Madonna in adorazione del Bambino con angeli, i santi Giuseppe, Giovanni Battista, Gerolamo, Solutore e un donatore (Amedeo di Romagnano); tempera su tela (originariamente su tavola), cm 200 × 136, Torino, Galleria Sabauda
- Polittico della Chiesa di San Francesco in Alba (il pannello centrale del comparto inferiore raffigura San Francesco che riceve le stigmate; altri pannelli conservati raffigurano figure di santi), tempera su tavola, 1506, Torino, Galleria Sabauda
- Madonna in adorazione del Bambino con i santi Giuseppe, Nicola da Tolentino, Agostino, Gerolamo e angeli musicanti, tempera su tavola, cm 138 × 154, circa 1508, Alba, San Giovanni Battista
- Madonna del latte, tempera su tavola, cm 52 × 36, collezione privata, (già Milano, collezione Borletti)
- Sposalizio mistico di santa Caterina e i santi Giovanni Battista, Francesco, Gerolamo, Vincenzo Ferreri e Maddalena, tempera su tavola cm 93 × 87,5, Neviglie d'Alba, Parrocchiale di San Giorgio